# Pistol River
Pistol River – jednostka osadnicza w Stanach Zjednoczonych, w stanie Oregon, w hrabstwie Curry.